# 김프
김프(GIMP, GNU Image Manipulation Program)는 그림을 편집하는 데 쓰이는 자유 소프트웨어이다. 1995년 스펜서 킴벨과 피터 마티스가 제작하기 시작하였으며, 현재는 여러 명의 지원자들이 개발하고 있다. GNU GPL 라이선스를 따른다.

## 요약
김프는 원래 ‘General Image Manipulation Program’의 약자로, 김프는 캘리포니아 대학교 버클리에 재학 중이던 스펜서 킴벨(Spencer Kimball)과 피터 매티스(Petter Mattis)의 학기 프로젝트였다. 이 둘은 버클리 대학의 학생 클럽인 eXperimental Computing Facility의 핵심 인원이었다(김프 파일 확장자인 XCF는 여기서 비롯한 것이다). 1997년에 킴벨과 매티스가 버클리 대학을 졸업한 뒤에 김프를 GNU 프로젝트에 포함시키면서 GNU Image Manipulation Program으로 이름을 바꾸었다.
디지털 그래픽과 사진 편집에 사용할 수 있다. 일반적으로 레이어 개념, 바라지 않는 부분 제거하기, 이미지 포맷 변환 등을 통해 그래픽이나 로고 디자인, 사진 편집, 색 바꾸기, 이미지 합성 등에 사용된다. 그리고 뛰어난 레이어 기법을 통해 움직이는 이미지를 만들 수도 있다. 또한 확장 기능을 통해 훨씬 더 많은 기능들을 사용할 수 있다.
인쇄와 그래픽 산업에 절대적인 위치를 차지하고 있는 어도비 포토샵을 대체하는 자유 소프트웨어로 각광받고 있다.

## 특징

### 붓·무늬·그라디언트
김프는 다양한 수의 붓, 무늬, 그라디언트를 제공한다. 이것들은 모두 새로 만들거나 편집이 가능하며, 인터넷을 통해 손쉽게 추가할 수도 있다.

붓, 무늬, 그라디언트 대화상자

### 선택과 마스크 도구
사각형 및 원형 선택, 자유선택, 색상 선택 등을 사용해 원하는 선택을 만들 수 있다. 그 외로 "마법지팡이" 나, "물체 선택 도구" 등을 이용해 원하는 부분을 효과적으로 선택할 수도 있다.

### 레이어·채널·경로
김프는 투명 레이어를 포함한 레이어를 지원한다. 레이어는 숨기거나 보일 수 있고, 반투명하게 만들 수도 있다. 그리고 투명하거나 반투명한 이미지도 사용할 수 있다. 채널을 이용하면 이미지에 다른 불투명도나 색상 효과를 추가할 수 있다. 레이어 대화상자에 있는 불투명도 슬라이드바를 통한 설정은 변형 도구의 미리보기에서는 동작하지 않는다. 그 까닭은 불투명도가 적용되어 있으면 레이어를 정확하게 변형하기 어렵기 때문이다. 또한 경로를 이용해 줄이나 베지에 곡선을 그릴 수 있다. 경로를 만들고, 이름을 바꾸고, 브러시나 패턴, 다양한 선모양 등으로 칠할 수도 있다. 이는 또한 복잡한 선택을 만들 수 있는 선택도구로 사용될 수도 있다. 지능적인 가위 도구는 색상이 크게 변하는 곳들을 자동으로 잘라 준다.

레이어, 채널, 경로 대화상자

### 효과·스크립트·필터

컬러 대화상자

김프에는 그림자 만들기, 흐릿하게 하기, 노이즈 생성 등 약 150 개의 표준 효과와 필터가 있다.

### 스크립팅
매크로 프로그램을 이용해 편집 작업을 자동화할 수 있다. 내장된 Scheme 인터프리터를 이용하거나 펄, 파이썬, Tcl 등의 외부 프로그래밍 언어를 이용할 수 있다. 루비는 개발자 버전에서만 지원되고 있다. 이러한 스크립트나 플러그인은 상호연동적으로 동작할 수도 있고, 그렇지 않게 연결되어 있을 수도 있다. 예를 들어 CGI 스크립트를 이용하면 웹용 이미지를 만들거나 많은 이미지의 색상과 포맷을 한번에 바꿀 수 있다. 간단한 작업은 ImageMagick와 같은 패키지를 이용하는 것이 좋지만, 김프는 훨씬 더 많은 기능들을 제공한다.

## 스캔 지원
김프는 프로그램내에서 스캔 하드웨어를 활성화하여 이미지를 가져와 띄우는 기능을 가지고 있다.

## 종류
김프는 다양한 운영 체제 및 컴퓨터 아키텍처를 지원한다. 대부분의 리눅스 배포판 및 마이크로소프트 윈도우, OS X, FreeBSD, OpenBSD, NetBSD, 솔라리스, OS/2, BeOS에서 실행할 수 있다.
다른 오픈 소스 소프트웨어들처럼 김프에도 여러 변종이 있다. 윈도용 김프를 개조하여 설치 없이도 사용할 수 있게 만든 Portable GIMP, OS X의 아쿠아 인터페이스에 맞게 고쳐진 Seashore, 영화업계를 위해 16비트 색 깊이를 지원하는 CinePaint, 마이크로소프트 비주얼 스튜디오로 윈도 NT 커널에 꼭 맞게 컴파일한 GIMPVS 등이 대표적이다.

## 조판
김프에서 픽셀작업등을 통해서 편집된 이미지들은 그래픽제작 프로그램 잉크스케이프로 심볼이나 로고 등 벡터작업등을 통해서 생성된 일러스트 그래픽과 함께 조판 프로그램 스크라이버스에서 불러들여져  출력 레이아웃(layour) 조정등을 거쳐  포스터, 책표지 등을 만드는 출력물을 얻는데 매우 중요한 역할과 기능을 제공한다.

## 같이 보기
- 블렌더